# Voden, Haskovo
Voden (în bulgară Воден) este un sat în Obștina Dimitrovgrad, Regiunea Haskovo, Bulgaria.

## Demografie
Componența etnică a satului Voden
     Bulgari (78,17%)
     Romi (19,21%)
     Nicio identificare (2,6%)
     Altele (0%)
La recensământul din 2011, populația satului Voden era de 307 locuitori. Din punct de vedere etnic, majoritatea locuitorilor (78,17%) erau bulgari, cu o minoritate de romi (19,21%). Pentru 2,6% din locuitori nu este cunoscută apartenența etnică.

## Hărți
- bgmaps.com
- emaps.bg
- Google